# Lophotoma diagrapha
Lophotoma diagrapha är en fjärilsart som beskrevs av Turner 1902. Lophotoma diagrapha ingår i släktet Lophotoma och familjen nattflyn. Inga underarter finns listade i Catalogue of Life.